# بورش كاريرا جي تي
بورش كاريرا جي تي  (بالإنجليزية: Porsche Carrera GT)‏ هي سيارة رياضية تم إنتاجها من قبل شركة بورش.